# Feiertage im Irak
Staatliche Feiertage im Irak sind arbeitsfreie Tage, die durch Gesetz oder Präsidialdekret erlassen werden.
| Datum              | Bezeichnung             | Bemerkungen |  |
| ------------------ | ----------------------- | --- |  |
| 1. Januar          | Neujahr                 | auch Rückgabe des Präsidentenpalastes in Bagdad am 1. Januar 2009 an den Irak und Symbol für die Wiederherstellung der irakischen Souveränität |  |
| 6. Januar          | Tag der Streitkräfte    | derzeit aufgrund von Spannungen zwischen Zentral- und Regionalregierung in der Region Kurdistan ausgesetzt                                     |  |
| 21. März           | Nouruz                  | |  |
| 1. Mai             | Tag der Arbeit          | |  |
| 14. Juli           | Tag der Republik        | Sturz der Haschemiten-Monarchie und Gründung der irakischen Republik                                                                           |  |
| 3. Oktober         | Unabhängigkeitstag      | Unabhängigkeit des Iraks von Großbritannien im Jahre 1932                                                                                      |  |
| 10. Dezember       | Tag des Sieges          | Jahrestag zum Sieg über den Islamischen Staat                                                                                                  |  |
| 25. Dezember       | Weihnachten             | Seit 2018 nationaler Feiertag |  |
| 1. Muharram        | Islamisches Neujahr     | |  |
| 1. Schauwāl        | Fest des Fastenbrechens | Ende des Ramadans, dauert vier Tage an |  |
| 10. Dhū l-Hiddscha | Islamisches Opferfest   | dauert drei Tage an |  |
| 10. Muharram       | Aschura                 | |  |
| 12. Rabīʿ al-awwal | Maulid an-Nabi          | Geburtstag des Propheten Mohammed |  |